# Чуфичка
Чуфичка (Атаманский или Дубенка) — река в Белгородской области России, протекает по Старооскольскому городскому округу.
Русло реки и её бассейн, в связи с разработкой Стойленского  и Лебединского карьеров, подверглись сильному антропогенному воздействию. В верховьях реки создано хвостохранилище Стойленского ГОКа, вода из которого регулярно попадает в реку, загрязняя и меняя её водный режим.

## Гидрография
Устье реки находится в 374 км от устья Оскола по правому берегу, в районе села Нижне-Чуфичево. Постоянный водоток у плотины пруда аккумулятора Стойленского ГОКа. Течёт с северо-запада на юго-восток. Длина реки составляет 2,7 км, площадь водосборного бассейна 58 км² (до начала разработки карьера, длина составляла 13 км, площадь водосборного бассейна — 159 км²), средний уклон 3,283 ‰. Среднемноголетний расход воды — 0,48 м³/с, средняя скорость течения — 17 м/с в период межени и 0,25 м/с в половодье. Среднегодовая температура 8,1°C. Питание происходит за счёт грунтовых вод (20—30 %) и вод хвостохранилища, весенние половодье составляет до 70% годового стока. В балке Дальний Лог создан одноимённый пруд.

## Экология
В настоящее время большая часть русла реки занята занят хвостохранилищем Стойленского ГОКа, незарегулированны только южная часть и небольшой участок к северу от реки. Вода из хвостохранилища отфильтровывается в реку и грунтовые воды. Производственные воды сбрасываются в балку Волчий Лог и далее попадают в Чуфичику. Воды реки а так же грунтовые воды попадают в реку Оскол, загрязняя её. Водный режим реки находится в большой зависимости от сброса производственных вод, общий сток воды из дренажной системы Стойленского ГОКа составляет порядка 3 млн. м³ в год (0,095 м³/с). 
В верховьях реки, на водоразделе Чуфички и Дубенки расположен участок государственного заповедника «Белогорье» — «Ямская степь».  В бассейне реки Южнее балки Дальний Лог расположен природный заказник «Урочище "Долгое"». Основное растение урочища - дуб, также на территории заказника, с 1954 по 1958 годы, интродуцирован ряд экзотических растений. На опушках и полянах произрастает разнообразная травянистая растительность, встречаются редкие виды.

## В культуре
Недалеко от устья, на трассе Сорокино — Нижне-Чуфичево, имеется родник «Иоанна Предтечи» (Сорокинский источник) «с чистой родниковой водой» «которым охотно пользуются люди». Территория вокруг родника благоустроена, над родником сооружён сруб, рядом с родником располагается деревянные часовня (освещена в 2014 году в честь «святого Пророка, Предтечи и Крестителя Господня Иоанна») и купель.

## Данные водного реестра
По данным государственного водного реестра России относится к Донскому бассейновому округу, водохозяйственный участок реки — Оскол ниже Старооскольского гидроузла до границы РФ с Украиной, речной подбассейн реки — Северский Донец (российская часть бассейна). Речной бассейн реки — Дон (российская часть бассейна).
Код объекта в государственном водном реестре — 05010400312107000011820.